# 林雅典
林 雅典（はやし まさのり、1985年11月9日 - ）は、日本のセパタクロー選手。山口県宇部市出身。ニックネームはのり。
寅二郎ワークス株式会社所属
田中弓貴（妻）元女子バレーボール選手

## 来歴
2005年 JOCジュニアオリンピックカップ第4回全日本セパタクロージュニア選手権大会 優勝、MVP受賞
　同年日本代表選手に選出
2005年 世界選手権大会King's Cup（タイ）レグ団体種目銅メダル獲得（日本代表選手団初のレグ団体種目入賞）
2008年 第19回全日本セパタクロー選手権大会 優勝
2010年 広州アジア競技大会 レグ団体種目 銅メダル獲得
2013年 タイ国で開催される Prince Cup 出場（地元クラブチーム、ティラタイに召集され選手として出場）
2014年 仁川アジア競技大会 出場
2016年 全日本オープン選手権大会　優勝
2016年 日本セパタクロー協会　強化部強化委員　U-23日本代表強化担当コーチに就任
2018年 インドネシア ジャカルタ・パレンバン アジア競技大会 
　ダブルス団体種目 銅メダル 獲得
　クアッド種目 銀メダル 獲得
2018年 第25回 全日本オープン選手権大会 優勝
　 同年 第33回 世界選手権大会King's Cup 出場　同大会で日本代表を引退

## 人物・エピソード
小学1年よりサッカーを始め、中学では都内チーム（Tama City United）に所属。高校3年でサッカーを引退。
高校時代では、サッカー、ラグビー、セパタクローの3競技を並行。
選択授業にてセパタクローを専攻、当時のセパタクロー日本代表選手から選手として声を掛けられる。
　※平成13年より野津田高校では全国で唯一授業としてセパタクローが受講できた。
サッカー・ラグビー・セパタクローと3つの競技をこなし、サッカー・ラグビーを退いた後、セパタクローに専念。
競技をはじめてから2年、JOCジュニアオリンピックカップMVPを受賞し、同年日本代表選手に選出される。
競技の普及活動にも大きく携わっており、各地でのイベント公演や講習を2004年から実施。
2007年からスタートしたイベント“蹴 KELU”の選手として毎回出場している。
　※蹴 KELU とは渋谷のクラブハウスを利用し、これまで競技を見た事がない人達にお酒を飲みながら楽しんで知ってもらおうと始めたプロジェクトイベントである。
イベント公演や指導にあたる他、競技普及に貢献しながらも新たなプロジェクトとして学生に向けた合同合宿や国内初となる学生リーグを立上げる。
選手・指導者・イベント企画者として、多面にスポーツ経験を活かした活動を行なっている。

## 球歴
- 所属チーム履歴
宇部市立川上小学校（サッカー）→ 宇部市立川上中学校（サッカー）→ 多摩市立和田中学校（サッカー：TCU）→ 東京都立野津田高等学校[2]（サッカー、ラグビー、セパタクロー）→ 日本体育大学[1]セパタクロー同好会（2002年 - 2008年）→ 株式会社イカイ（2008年 - 2010年）→ GRANDEUR（2010年 - 2012年）→ SC TOKYO（2012年 - 2019年）→NPO法人ふじみセパタクロークラブ（2019年 - 現在）
- 日本代表強化指定選手（2004年 - 2018年）
- 受賞歴
  - 2005年 - JOCジュニアオリンピックカップ MVP賞

## 出演

### TV,CM
2011年 
BS日テレ「SpoMaga」 
NHK WORLD TV「SPORTS JAPAN」 
NHK BS1「スポーツドミンゴ」 
2012年 
携帯CM「SonyEricsson Xperia acro HD 異種競技対戦編」 
フジテレビ「とくダネ」 
テレビ朝日「探偵！ナイトスクープ」
2014年 
BSスカパー「 BAZOOKA!!! 顎砕選手権」 
ニコニコ生放送 「Xperia™ presents 吉田尚記 XYZ」 
2016年 
ジャパンネット銀行 web cm 
2017年
フジテレビ「村上信五のスポーツの神様たち」 
TBS「ピラミッドダービー」 